# 1%Club
1%Club — голландская некоммерческая организация, образованная в 2008 году, интернет-площадка, позволяющая связать жителей развивающихся стран с идеями и финансовыми потоками со всего мира. Основная посылка заключается в том, что финансово благополучные граждане развитых стран могут пожертвовать 1 % своего времени, своих знаний, своих денег на оказание помощи жителям развивающихся стран.

## Концепция
Организация была основана Анной Хойнацкой и Бартом Лакруа. В 2008 году заработал одноимённый сайт на голландском языке,, в 2010 году была запущена международная версия сайта. Согласно концепции Анны Хойнацки, деньги, собранные организацией, могут быть потрачены на оказание помощи более эффективно, если в принятии решения будут принимать участие большие количества человек, как пример эффективного сотрудничества людей, изначально незнающих друг друга, Хойнацка приводит Википедию. Помимо этого, людям важно видеть и отслеживать, на какие именно проекты тратятся их деньги, принимать участие в выборе конкретных целей. Площадка позволяет пользователям самостоятельно вырабатывать идеи оказания помощи, и выбирать те проекты, на которые они готовы пожертвовать.
Руководство организацией осуществляет совет, состоящий из 5 человек. Также организация имеет наблюдательный совет, состоящий из уважаемых членов голландского общества, среди которых можно выделить экс премьер-министра Нидерландов Рууда Любберса.
Финансирование операционной деятельности организации осуществляется за счёт 1 %, который удерживается с каждого пожертвования физического лица и 5 % с пожертвования юридического лица.
Проекты, поддерживаемые фондом, должны соответствовать 4 базовым принципам:
- инициатор проекта должен жить в развивающейся стране (согласно классификации организации Development Assistance Committee;[9]);
- проект должен быть реализован в соответствии с принципами SMART;
- максимальная поддержка на один проект — не более 5000 евро;
- инициатор проекта должен иметь стабильный и надёжный доступ к сети Интернет[6].

С начала действия организации ей было собрано более 2 млн евро, было реализовано более 800 проектов в более чем 80 странах мира.